# Richard Ellis (astronome)
Pour les articles homonymes, voir Richard Ellis.
Richard Salisbury Ellis (né le 25 mai 1950, Colwyn Bay, au Pays de Galles), membre de l'Ordre de l'Empire britannique et de la Royal Society, est professeur d'astronomie, titulaire de la chaire Steele au California Institute of Technology (Caltech).

## Biographie
Il fut maître de conférences en astronomie à l'University College London et obtint un Doctorat au Wolfson College, à l'Université d'Oxford en 1974. Après s'être investi dans un programme de recherche exigeant à l'Université de Durham, dont deux ans à l'Observatoire royal de Greenwich), il fut désigné professeur en 1985. En 1993, il fut muté à l'Université de Cambridge, professeur plumien d'astronomie et de philosophie expérimentale, et devint membre professeur au Magdalene College de Cambridge. Il occupa la fonction de Directeur de l'Institut d'astronomie de Cambridge de 1994 à 1999, où il partit pour le Caltech.
Les travaux d'Ellis portèrent d'abord sur la cosmologie observationnelle,  précisément la formation et l'évolution des galaxies, l'évolution des structures à grande échelle de l'Univers, et la nature et la distribution de la matière noire. Il s'est particulièrement intéressé à l'usage des applications des lentilles gravitationnelles et des supernovae à décalage vers le rouge élevé. Sa découverte la plus récente concerne les recherches des plus anciennes galaxies connues, vues lorsque l'Univers n'était âgé que de quelques pourcents de son âge actuel.
Au Caltech, le professeur Ellis fut Directeur de l'Observatoire du Mont Palomar de 2000 à 2005, et il a joué un rôle central dans le développement des aspects scientifiques et techniques, de même que dans l'élaboration du partenariat, pour le Télescope de Trente Mètres, un projet collaboratif qui regroupe le Caltech, l'Université de Californie, le Canada, le Japon, la Chine et l'Inde, et destiné à être installé sur le site astronomique de Mauna Kea, Hawaï. Lorsqu'il sera construit, il deviendra le plus grand télescope au sol dans le domaine de l'optique et de l'infrarouge proche.
Il fut admis comme Fellow de la Royal Society en 1995, et Commandeur de l'Ordre du British Empire (CBE) lors de la promotion du nouvel an 2008 (New Year Honours 2008).